# Liste der Kulturdenkmale in Föritztal
Die Liste der Kulturdenkmale in Föritztal führt die Kulturdenkmale  der Gemeinde Föritztal im Landkreis Sonneberg im Freistaat Thüringen auf.
Grundlage dieser Liste ist das Buch Denkmaltopographie Bundesrepublik Deutschland – Kulturdenkmale in Thüringen / Landkreis Sonneberg von Thomas Schwämmlein mit dem 30. Mai 2005 als Stand der Erfassung. Die folgenden Angaben ersetzen nicht die rechtsverbindliche Auskunft der Denkmalschutzbehörde.

## Einzeldenkmale

### Buch
| Bild                                    | Bezeichnung                                                                      | Lage         | Datierung | Beschreibung | ID |
| --------------------------------------- | -------------------------------------------------------------------------------- | ------------ | --------- | ------------ | -- |
| Direkt Bild zu diesem Denkmal hochladen | Grenzsteine des Herzogtums Sachsen-Meiningen und des Königreichs Bayern von 1840 | Landesgrenze |           |              |    |
| Direkt Bild zu diesem Denkmal hochladen | Grenzsteine des Fürstentums Sachsen-Coburg und des Rittergutes Stockheim         | Landesgrenze |           |              |    |

### Eichitz
| Bild            | Bezeichnung  | Lage          | Datierung | Beschreibung    | ID |
| --------------- | ------------ | ------------- | --------- | --------------- | -- |
| Fotos hochladen | Brunnenstube | Flurteil Wehd |           | bezeichnet 1865 |    |

### Gefell
| Bild                           | Bezeichnung      | Lage                      | Datierung | Beschreibung                                                                           | ID |
| ------------------------------ | ---------------- | ------------------------- | --------- | -------------------------------------------------------------------------------------- | -- |
| Fotos hochladen                | Friedhofskapelle | Am Föritzgrund 23 (Karte) |           | Massivbau mit Walmdach, bezeichnet 1950                                                |    |
| weitere Bilder Fotos hochladen | St. Nikolaus     | Kirchstraße (Karte)       |           | Saalkirche mit Chorturm, 12.–20. Jahrhundert, mit Ausstattung und befestigtem Kirchhof |    |

### Gessendorf
| Bild                                    | Bezeichnung                                                                      | Lage         | Datierung | Beschreibung | ID |
| --------------------------------------- | -------------------------------------------------------------------------------- | ------------ | --------- | ------------ | -- |
| Direkt Bild zu diesem Denkmal hochladen | Grenzsteine des Herzogtums Sachsen-Meiningen und des Königreichs Bayern von 1840 | Landesgrenze |           |              |    |

### Heinersdorf
| Bild                                    | Bezeichnung | Lage                    | Datierung | Beschreibung | ID |
| --------------------------------------- | --- | ----------------------- | --------- | --- | -- |
| Fotos hochladen                         | Wohnstallhaus | Bahnhofstraße 6 (Karte) |           | Das Wohnstallhaus wird im Kern auf 1709 datiert. Der eingeschossige Satteldachbau ist durch eine Blockbauweise mit Hakenblattverbindungen und verzierten Balkenköpfen gekennzeichnet. Das Gebäude ist in einen Wohn- und Stallbereich geteilt. Der Eingang zum verschieferten Wohnbereich mit Stube und mehreren Kammern liegt auf der Traufseite. Mittig ist der Flur angeordnet. |    |
| weitere Bilder Fotos hochladen          | evangelisch-lutherische Kirche | Kirchstraße 10 (Karte)  |           | Die evangelisch-lutherische Kirche St. Marien steht auf einem Kirchhügel. Sie geht in ihrem Kern auf eine Kapelle zurück, die im hohen Mittelalter eine Filialkirche der Pfarrei Rothenkirchen war. 1493 richtete der Bamberger Bischof Heinrich III. Groß von Trockau die eigenständige Pfarrei St. Marien in Heinersdorf ein. Im selben Jahr entstand ein spätgotischer Kirchenbau als Chorturmkirche. Von 1626 bis 1630 folgte eine Sanierung mit einer Neuerrichtung des Langhauses, das 1748 um ein Fachwerkgeschoss aufgestockt und innen im Stil des Rokoko umgestaltet wurde. 1821 bis 1826 wurden unter anderem die Fenster vergrößert sowie die Decke und Emporenfelder neu gestaltet. 1891/91 kam es zum Anbau eines Treppenhauses und zu einer historistischen Restaurierung, ehe 1963 die spätbarocke Fassung wieder hergestellt wurde. Die Saalkirche hat einen eingezogenen, geraden geschlossenen Chor sowie einen Chorturm mit welscher Haube und Laterne. Die Außenwände sind bereichsweise verschiefert. Der barock geprägte Innenraum wird von einer flachen Decke überspannt. Eine doppelgeschossige Empore steht an drei Wandseiten. |    |
| Fotos hochladen                         | ehemaliger Gasthof „Weiß“ | Marktstraße 2 (Karte)   |           | Das ehemalige Gasthof „Weiß“ wurde Anfang des 19. Jahrhunderts an markanter Stelle am nördlichen Ende des Angers gebaut. 1885 folgte eine Erweiterung. 1958 wurden im Obergeschoss Saal und Vereinszimmer zu einer Wohnung umgebaut. Das Traufseithaus hat ein massives Erdgeschoss über dem ein Obergeschoss mit einer verschieferten Fachwerkfassade und ein Satteldach vorhanden ist. Die Erdgeschossfassade hatte ursprünglich eine Putzquadrierung. |    |
| Fotos hochladen                         | Pfarrhaus | Tettaustraße 3 (Karte)  |           | Erstmals wurde im 16. Jahrhundert ein Pfarrhaus errichtet. Das wurde 1772/73 durch einen Neubau, nach Plänen von Johann Andreas Brückner aus Gefell, ersetzt. 1849 folgte eine Sanierung und 1910 ein Umbau im Inneren. Bauweise und Raumstruktur entsprechen denen großer bäuerlicher Gehöfte in der Region. Das Gebäude hat ein massives Erdgeschoss über dem ein Obergeschoss mit einer verputzten Fachwerkfassade und ein Mansardwalmdach vorhanden ist. Der Eingang zum Flur mit einem Treppenhaus von 1910 liegt auf der Traufseite. Der tonnengewölbte Mauerwerkskeller wird dem ersten Bauwerk aus dem 16. Jahrhundert zugeordnet. |    |
| Fotos hochladen                         | Wohnhaus | Tettaustraße 5 (Karte)  |           | Das Wohnhaus eines größeren Gehöftes entstand um 1800. 1910 folgte ein Umbau im Inneren und in den 1960er/1970er Jahren eine Sanierung. In der Zeit wurden auch Teile der Nebengebäude abgerissen. Das zweigeschossige Traufseitgebäude hat ein massives Erdgeschoss über dem ein Obergeschoss mit einer Fachwerkkonstruktion und ein Mansardwalmdach angeordnet ist. Das Erdgeschoss war in Bereiche mit einer Gaststätte und einen Stall geteilt. Das Dachgeschoss wurde als Getreidespeicher und Lager genutzt. Ein benachbartes Kellerhaus aus dem 19. Jahrhundert kennzeichnet ein tonnengewölbter Keller, eine Blockbauweise im Obergeschoss und ein Satteldach. |    |
| Fotos hochladen                         | Grenzanlage | Welitscher Straße       |           | Heinersdorf lag direkt an der innerdeutschen Grenze. 1952 wurde zur Grenzsicherung ein erster Stacheldrahtzaun errichtet. Zwischen 1970 und 1972 folgte ein doppelter Metallgitterzaun, der schließlich 1982 durch eine Mauer aus Betonfertigteilen mit einer Erdbeobachtungsstelle ersetzt wurde. Fragmente der DDR-Grenzsicherungsanlagen sind noch vorhanden. Dazu gehört auch eine Bachsperre in der Tettau, die in den 1970er Jahren errichtet und Anfang der 1980er Jahre mit einer Regulierung gemäß dem Wasserstand erneuert wurde. |    |
| Fotos hochladen                         | Dreiherrenstein | Landesgrenze (Karte)    |           | Der sogenannte Dreiherrenstein wurde am Grenzpunkt der Territorien des Fürstentums Sachsen-Coburg, des Fürstentums Bamberg und des Markgraftums Brandenburg-Kulmbach gesetzt. Es ist ein stark verwitterter dreieckiger Wappenstein mit der Bezeichnung 1729. |    |
| Fotos hochladen                         | Dreiherrenstein | Landesgrenze (Karte)    |           | Der Stein am Sperbersbach markierte ab 1821 als neuer Dreiherrenstein die Grenze zwischen den Territorien des Herzogtums Sachsen-Meiningen und des Königreichs Bayern. Er zeigt auf der thüringischen Seite die sächsische Raute mit Herzogskrone und den Buchstaben SM für Sachsen-Meiningen und AS für Amt Sonneberg. Die beiden anderen Seiten haben die bayerische Raute mit Königskrone und Herzschild sowie die Buchstaben KB für Königreich Bayern und LL für Landgericht Lauenstein beziehungsweise LT für Landgericht Teuschnitz. |    |
| Direkt Bild zu diesem Denkmal hochladen | Landesgrenzstein des Hochstifts Bamberg und des Fürstentums Sachsen-Coburg, Landesgrenzsteine des Herzogtums Sachsen-Meiningen und des Königreichs Bayern | Landesgrenze            |           | |    |

### Heubisch
| Bild                                    | Bezeichnung                                                                             | Lage                             | Datierung                 | Beschreibung                                                                                               | ID |
| --------------------------------------- | --------------------------------------------------------------------------------------- | -------------------------------- | ------------------------- | --- | -- |
| Fotos hochladen                         | Wohnstallhaus                                                                           | Heubischer Ortsstraße 11 (Karte) |                           | Massiv- und Fachwerkbau mit Satteldach 19./20. Jahrhundert                                                 |    |
| Fotos hochladen                         | Nebengebäude eines Gehöftes                                                             | Heubischer Ortsstraße 49 (Karte) |                           | Fachwerkbau mit Satteldach, bezeichnet 1826                                                                |    |
| Fotos hochladen                         | Hauptgebäude der ehemaligen Unteren Mühle                                               | Heubischer Ortsstraße 54 (Karte) |                           | Massiv- und Fachwerkbau, Mansarddach mit Schopf, 18.–20. Jahrhundert                                       |    |
| Fotos hochladen                         | Dreiseithof                                                                             | Heubischer Ortsstraße 61 (Karte) |                           | Dreiseithof, 1931, von Gebrüder Halboth                                                                    |    |
| Fotos hochladen                         | Backhaus                                                                                | Heubischer Ortsstraße 66 (Karte) | 1. Hälfte 19. Jahrhundert | |    |
| Fotos hochladen                         | Gehöft                                                                                  | Vorstadt 16 (Karte)              |                           | Gehöft mit Wohnhaus als Massiv- und Fachwerkbau mit Satteldach, 1948, von Richard Marsiske und Hans Malsch |    |
| Direkt Bild zu diesem Denkmal hochladen | Grenzsteine des Herzogtums Sachsen-Meiningen und des Herzogtums Sachsen-Coburg von 1845 | Landesgrenze                     |                           | |    |

### Judenbach
| Bild                                    | Bezeichnung                                                                   | Lage                          | Datierung | Beschreibung | ID |
| --------------------------------------- | ----------------------------------------------------------------------------- | ----------------------------- | --------- | --- | -- |
| weitere Bilder Fotos hochladen          | evangelisch-lutherische Kirche                                                | Alte Handelsstraße 24 (Karte) |           | Die evangelisch-lutherische Kirche St. Nikolaus geht in ihrem Kern wohl zurück auf eine Kapelle, die im späten Mittelalter an der Handelsstraße stand, die das obere Maintal und das obere Saaletal verband. 1529 war es eine Filialkirche der Pfarrei Oberlind. 1674 wurde es eine eigenständige Pfarrei. Der heutige Kirchenbau entstand 1705. 1888/89 folgten größere Reparaturen und Umbauten. Dabei wurde das Treppenhaus zur Empore erneuert, die Orgel von dem Chorraum an die Westseite versetzt und das Innere neu gefasst. 1966 wurde die nächste umfassende Restaurierung durchgeführt. Die barocke Fassung der Kanzel, des Taufengels, der Emporenmalereien und des Orgelprospektes entstanden wieder, die Ausmalung der Decke, der Wände und des Altarraumes von 1889 wurden weiß gestrichen. Die Saalkirche hat an den Längsseiten jeweils drei einfache Rechteckfenster und darüber angeordnete elliptische Fenster. Am Westgiebel steht im Halbwalmdach ein achteckiger Giebelturm mit welscher Haube. Der Innenraum wird von einer Bogendecke überspannt. Eine doppelgeschossige Empore steht an drei Wandseiten. |    |
| Fotos hochladen                         | Feierhalle                                                                    | Friedhofstraße (Karte)        |           | Die Feierhalle wurde 1927 am Judenbacher Friedhof errichtet. Der Zugang wird durch eine Baumallee eingerahmt. Das Satteldachgebäude hat an den Traufseiten niedrige Anbauten mit Pultdächern und an der östlichen Giebelseite eine polygonale Apsis. Die Westfassade kennzeichnet der Eingang und ein Emporenfenster auf einem Gesims mit der Inschrift „Ob Freund, Ob Feind, im Tod vereint“. Die bauzeitliche Innenausstattung ist noch teilweise vorhanden. |    |
| Fotos hochladen                         | ehemaliger Flößteich                                                          | Flurteil Bocksbach            |           | Der ehemalige Flößteich entstand 1728 im Rahmen einer intensiven Waldnutzung für die Scheitholz- und Blöcherflößerei. Dazu wurde ein Quellbach des Bocksbaches, ein Zufluss der Engnitz, die in die Steinach mündet, durch einen Erddamm mit Lehmabdichtung aufgestaut. Für die Flößerei wurde der Teich bis Mitte des 19. Jahrhunderts genutzt. |    |
| weitere Bilder Fotos hochladen          | Missionsesche                                                                 | Koordinaten fehlen! Hilf mit. |           | Esche, die vom Missionar Peter Martin Metzler vor seiner ersten Missionsreise nach Afrika im Garten seines Elternhauses im Jahr 1850 gepflanzt wurde. |    |
| Direkt Bild zu diesem Denkmal hochladen | Landesgrenzsteine des Herzogtums Sachsen-Meiningen und des Königreichs Bayern | Landesgrenze                  |           | |    |

### Lindenberg
| Bild                                    | Bezeichnung       | Lage               | Datierung                     | Beschreibung | ID |
| --------------------------------------- | ----------------- | ------------------ | ----------------------------- | ------------ | -- |
| Direkt Bild zu diesem Denkmal hochladen | Wappenstein       | Brunnenweg 7       | Zweite Hälfte 16. Jahrhundert |              |    |
| Direkt Bild zu diesem Denkmal hochladen | Zwei Wappensteine | Rotheule Straße 24 | 18. Jahrhundert und um 1900   |              |    |

### Mogger
| Bild                                    | Bezeichnung                                                                             | Lage                                  | Datierung           | Beschreibung | ID |
| --------------------------------------- | --------------------------------------------------------------------------------------- | ------------------------------------- | ------------------- | ------------ | -- |
| Fotos hochladen                         | Ehemaliges Gutshaus und Jagdhaus mit Park                                               | Moggerer Ortsstraße 20 und 22 (Karte) | 18./19, Jahrhundert |              |    |
| Direkt Bild zu diesem Denkmal hochladen | Grenzsteine des Herzogtums Sachsen-Meiningen und des Herzogtums Sachsen-Coburg von 1845 | Landesgrenze                          |                     |              |    |

### Mupperg
| Bild                                    | Bezeichnung                                                                             | Lage                         | Datierung           | Beschreibung | ID |
| --------------------------------------- | --------------------------------------------------------------------------------------- | ---------------------------- | ------------------- | --- | -- |
| Fotos hochladen                         | Ehemaliges Gasthaus „Zum Roten Ochsen“                                                  | An der Steinach 26 (Karte)   |                     | Massiv- und Fachwerkbau mit Satteldach, 18.–20. Jahrhundert                                                                       |    |
| weitere Bilder Fotos hochladen          | Schloss Mupperg                                                                         | An der Steinach 29 (Karte)   |                     | Massiv- und Fachwerkbau mit Mansardwalmdach, bezeichnet 1750, mit Anbau, 1924                                                     |    |
| Fotos hochladen                         | Wohnhaus                                                                                | An der Steinach 35 (Karte)   |                     | Massiv- und Fachwerkbau mit Satteldach, 1894/95                                                                                   |    |
| Fotos hochladen                         | Backhaus                                                                                | An der Steinach (Karte)      |                     | bezeichnet 1924 |    |
| weitere Bilder Fotos hochladen          | Evangelisch-lutherische Heilig-Geist-Kirche                                             | Oerlsdorfer Straße 1 (Karte) |                     | Saalkirche mit eingezogenem Chor und Chorturm, 12./13.–20. Jahrhundert; mit Ausstattung, Kirchhof, Kriegerdenkmal und Einfriedung |    |
| Fotos hochladen                         | Pfarrhaus                                                                               | Oerlsdorfer Straße 2 (Karte) | 18. Jahrhundert     | Massiv- und Fachwerkbau mit Mansardwalmdach; mit Nebengebäude                                                                     |    |
| Fotos hochladen                         | Grabstätte Familie Gumpert                                                              | Friedhof                     | 19./20. Jahrhundert | |    |
| Direkt Bild zu diesem Denkmal hochladen | Grenzsteine des Herzogtums Sachsen-Meiningen und des Herzogtums Sachsen-Coburg von 1845 | Landesgrenze                 |                     | |    |

### Neuenbau
| Bild                                    | Bezeichnung | Lage                          | Datierung | Beschreibung | ID |
| --------------------------------------- | --- | ----------------------------- | --------- | --- | -- |
| Fotos hochladen                         | Grenzsicherungsanlagen | Flurteil Hammerleite          |           | Die Grenzsicherungsanlagen auf der Hammerleite bei Neuenbau wurden ab 1952 systematisch ausgebaut und zwischen 1978 und 1980 mit einem Grenzsicherungszaun ausgestattet. Zusätzlich entstand eine Führungsstelle zur Koordinierung der Grenzsicherung in dem Grenzabschnitt. Das zugehörige turmartige Gebäude besteht aus Betonfertigteilen und hatte einen Aufenthaltsraum für eine Alarmgruppe, eine Beobachtungskanzel und ein begehbares Dach mit einem Scheinwerfer. Inzwischen ist es zur privaten Nutzung umgebaut. |    |
| Fotos hochladen                         | Sattelpass | Koordinaten fehlen! Hilf mit. |           | Über die Sattelpassstraße führte im Mittelalter die sächsische Geleitstraße, die Nürnberg und Leipzig verband. Der Sattelpass war die Grenze zwischen dem Fürstentum Sachsen-Coburg-Saalfeld und dem Markgraftums Brandenburg-Kulmbach mit seiner Herrschaft Lauenstein. Dementsprechend zeigt der teilweise stark verwitterte Grenz- und Geleitstein von 1720 auf der thüringischen Seite mit dem Rautenkranz das sächsische Wappen und auf der bayerischen Seite den gevierten Hohenzollern-Schild. Zwei ältere Landesgrenzsteine, die unter Geleitstein von 1720 beim Straßenausbau gefunden wurden, wurden dort neu eingemessen und gesetzt. |    |
| Direkt Bild zu diesem Denkmal hochladen | Landesgrenzsteine des Herzogtums Sachsen-Meiningen und des Königreichs Bayern sowie des Amtes Gräfenthal und des Amtes Lauenstein | Landesgrenze                  |           | |    |

### Neuhaus
| Bild                                    | Bezeichnung                                                                      | Lage                           | Datierung           | Beschreibung | ID |
| --------------------------------------- | -------------------------------------------------------------------------------- | ------------------------------ | ------------------- | --- | -- |
| Fotos hochladen                         | Joseph-Meyer-Schule                                                              | An der Schule 4                |                     | Schulgebäude, Massivbau über winkelförmigem Grundriss, 1954–1956, von Arno Freß, Rolf Langhammer und Gustav Schmidt |    |
| Fotos hochladen                         | Pförtnergebäude                                                                  | Industriestraße 19             |                     | Massivbau mit Walmdach, 1942 von Franz Trapper                                                                      |    |
| Fotos hochladen                         | Verwaltungsgebäude                                                               | Industriestraße 26             |                     | Massivbau mit Walmdach, 1937 von Franz Trapper                                                                      |    |
| Fotos hochladen                         | Wohnhaus                                                                         | Schierschnitzer Straße 8       |                     | Fachwerkbau mit Satteldach, 18.–20. Jahrhundert                                                                     |    |
| Fotos hochladen                         | Feuerwehrhaus                                                                    | Schierschnitzer Straße 9       |                     | Massivbau mit Satteldach und Schlauchturm 1933/34, von Max Boxberger und Ernst Herbart                              |    |
| weitere Bilder Fotos hochladen          | Burg Neuhaus und Schloss mit Park                                                | Schloßbergring 1 und 4 (Karte) | 13.–20. Jahrhundert | |    |
| weitere Bilder Fotos hochladen          | Evangelisch-lutherische Dreifaltigkeitskirche                                    | Schloßbergring 2 (Karte)       | 1593                | Saalkirche mit polygonalem Chor und Turm, 16.–20. Jahrhundert                                                       |    |
| Fotos hochladen                         | Ehemaliges Schulgebäude (Alte Schule)                                            | Schloßbergring 3               | 18.–20. Jahrhundert | verschieferter Massiv- und Fachwerkbau mit Mansardwalmdach                                                          |    |
| Fotos hochladen                         | Dreiseithof                                                                      | Sonneberger Straße 2           | 18.–20. Jahrhundert | |    |
| Fotos hochladen                         | Zweiseithof                                                                      | Sonneberger Straße 6           | 18.–20. Jahrhundert | |    |
| Direkt Bild zu diesem Denkmal hochladen | Grenzsteine des Herzogtums Sachsen-Meiningen und des Königreichs Bayern von 1840 | Landesgrenze                   |                     | |    |
| Direkt Bild zu diesem Denkmal hochladen | Jagdgrenzstein                                                                   | Landesgrenze                   | 1734                | |    |

### Oerlsdorf
| Bild            | Bezeichnung        | Lage             | Datierung | Beschreibung                                                      | ID |
| --------------- | ------------------ | ---------------- | --------- | ----------------------------------------------------------------- | -- |
| Fotos hochladen | Wirtschaftsgebäude | Am Lindenbach 30 |           | Fachwerkbau mit Satteldach, bezeichnet 1949, von Heinz Liebermann |    |

### Rotheul
| Bild                                    | Bezeichnung                                                                      | Lage         | Datierung | Beschreibung                                                                         | ID |
| --------------------------------------- | -------------------------------------------------------------------------------- | ------------ | --------- | ------------------------------------------------------------------------------------ | -- |
| Fotos hochladen                         | Wohnhaus                                                                         | Ortsstraße 9 |           | Massiv- und Fachwerkbau, Mansarddach mit Schopf, bezeichnet 1803, von Egidius Needer |    |
| Fotos hochladen                         | Friedhofskapelle                                                                 | Friedhof     |           | Massivbau mit Satteldach und Dachreiter, bezeichnet 1956                             |    |
| Direkt Bild zu diesem Denkmal hochladen | Grenzsteine des Herzogtums Sachsen-Meiningen und des Königreichs Bayern von 1840 | Landesgrenze |           |                                                                                      |    |

### Rottmar
| Bild            | Bezeichnung | Lage              | Datierung | Beschreibung                                                           | ID |
| --------------- | ----------- | ----------------- | --------- | ---------------------------------------------------------------------- | -- |
| Fotos hochladen | Wohnhaus    | Föritzer Straße 8 |           | Fachwerkbau mit Satteldach, 1950, von Richard Marsiske und Hans Malsch |    |

### Schierschnitz
| Bild                                    | Bezeichnung                                 | Lage                      | Datierung | Beschreibung                                                    | ID |
| --------------------------------------- | ------------------------------------------- | ------------------------- | --------- | --------------------------------------------------------------- | -- |
| Direkt Bild zu diesem Denkmal hochladen | Wohnhaus                                    | Burgweg 13                |           | Massivbau mit Satteldach, 1946/47 von Arthur Naumann            |    |
| Fotos hochladen                         | Evangelisch-lutherische Auferstehungskirche | Sichelreuther Straße      |           | Saalkirche mit Walmdach und Dachreiter, 12./13.–20. Jahrhundert |    |
| Direkt Bild zu diesem Denkmal hochladen | Grenzstein um 1850                          | Schierschnitzer Pfarrholz |           |                                                                 |    |

### Schwärzdorf
| Bild                                    | Bezeichnung                                                                      | Lage         | Datierung       | Beschreibung            | ID |
| --------------------------------------- | -------------------------------------------------------------------------------- | ------------ | --------------- | ----------------------- | -- |
| Fotos hochladen                         | Kellerhaus                                                                       | Talstraße 16 | 19. Jahrhundert | Massiv- und Fachwerkbau |    |
| Fotos hochladen                         | Ehemalige Eisenbahnbrücke                                                        | Wiesenstraße | 1900/01         |                         |    |
| Direkt Bild zu diesem Denkmal hochladen | Grenzsteine des Herzogtums Sachsen-Meiningen und des Königreichs Bayern von 1840 | Landesgrenze |                 |                         |    |

### Sichelreuth
| Bild                                    | Bezeichnung                                                                     | Lage         | Datierung | Beschreibung | ID |
| --------------------------------------- | ------------------------------------------------------------------------------- | ------------ | --------- | ------------ | -- |
| Direkt Bild zu diesem Denkmal hochladen | Gedenkstein                                                                     | Föritzgrund  | um 1850   |              |    |
| Direkt Bild zu diesem Denkmal hochladen | Grenzsteine des Herzogtums Sachsen-Meiningen und des Königreich Bayern von 1840 | Landesgrenze |           |              |    |
| Direkt Bild zu diesem Denkmal hochladen | Zentgrenzsteine 1620                                                            | Landesgrenze |           |              |    |

### Weidhausen
| Bild                                    | Bezeichnung        | Lage                | Datierung | Beschreibung                                 | ID |
| --------------------------------------- | ------------------ | ------------------- | --------- | -------------------------------------------- | -- |
| Fotos hochladen                         | Wohnhaus mit Anbau | Lindenstraße 32     |           | Massiv- und Fachwerkbau mit Satteldach, 1950 |    |
| Direkt Bild zu diesem Denkmal hochladen | Jagdgrenzstein     | Flurteil Lindenbach | 1728      |                                              |    |

### Wüstung Liebau
| Bild                                    | Bezeichnung                                                                             | Lage         | Datierung | Beschreibung | ID |
| --------------------------------------- | --------------------------------------------------------------------------------------- | ------------ | --------- | ------------ | -- |
| Direkt Bild zu diesem Denkmal hochladen | Grenzsteine des Herzogtums Sachsen-Meiningen und des Königreichs Bayern von 1840        | Landesgrenze |           |              |    |
| Direkt Bild zu diesem Denkmal hochladen | Grenzsteine des Herzogtums Sachsen-Meiningen und des Herzogtums Sachsen-Coburg von 1845 | Landesgrenze |           |              |    |

## Bodendenkmale
Bei Weidhausen wurde in den Flurteilen Gehren und Zigeunergraben ga es im Spätmittelalter Goldbergbau. Ein breiter Schürfgraben und kleine Pingenfelder sind noch erkennbar.
Im Wald zwischen Judenbach und Neuenbau sind auf etwa insgesamt 500 Meter Länge Hohlweggeleise der ehemaligen Sattelpassstraße  erhalten.

## Denkmalensemble

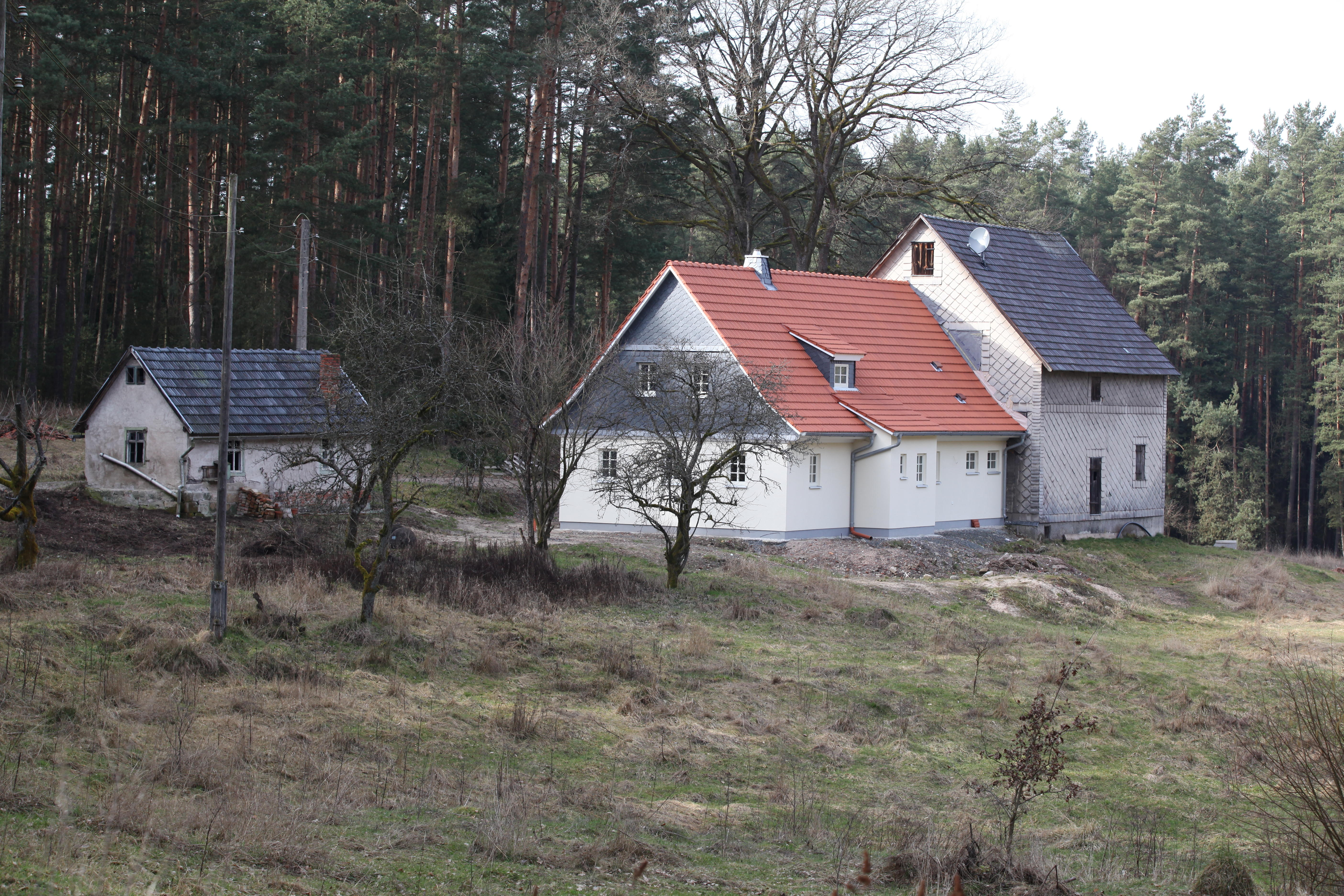
Wustung Siebenbirken

Südlich und westlich von Rotheul ist ein größerer Wustungsdistrikt (Einödhöfe) mit ehemals 36 Wustungen vorhanden, die aus dem 16. bis 20. Jahrhundert stammen.